# Novembermanifest
Das Novembermanifest wurde am  4. November 1905 von Zar Nikolaus II. erlassen und machte die Maßnahmen des Februarmanifests von 1899 rückgängig und sorgte für zahlreiche Reformen im Großfürstentum Finnland.

## Vorgeschichte
Am 15. Februar 1899 erließ der Zar im Verordnungswege das sogenannte Februarmanifest, durch welches die finnische Autonomie in Fragen, die auch das Interesse des Gesamtreiches betrafen, deutlich eingeschränkt wurde. In Finnland formierte sich sofort massiver Widerstand. Innerhalb von zehn Tagen wurden 520.000 Unterschriften unter eine große Petition an den Zaren gesammelt, die dieser jedoch nicht entgegennahm. Die nächste Zuspitzung des Konfliktes wurde durch das 1901 vom Zaren gegen den Widerstand der finnischen Autonomieorgane erlassene Wehrpflichtgesetz eingeleitet. Das Gesetz schaffte die gesonderten finnischen Streitkräfte ab und unterwarf die Bürger Finnlands der Wehrpflicht in der Armee des Russischen Reiches. Die finnischen Konstitutionalisten organisierten passiven Widerstand, und 1902 leistete ein Großteil der Wehrpflichtigen der Einberufung nicht Folge.
Die Umsetzung des Wehrpflichtgesetzes wurde 1905 ausgesetzt. Inzwischen hatte jedoch Generalgouverneur Bobrikow, dem 1903 durch die sogenannte Diktaturverordnung weitgehende Herrschaftsrechte eingeräumt worden waren, zahlreiche Repressionsmaßnahmen ergriffen. Die Repressionen führten ihrerseits zu einer Radikalisierung mancher Konstitutionalisten, die vom passiven Widerstand zum Aktivismus übergingen. Auf dem Höhepunkt des Konflikts wurde Bobrikow am 16. Juni 1904 im Senatshaus von Eugen Schauman erschossen.
Das Jahr 1905 war von den Unruhen der Russischen Revolution geprägt, die sich auch in Finnland auswirkten. Inzwischen hatte sich die 1899 gegründete Sozialdemokratische Partei Finnlands das allgemeine Wahlrecht auf die Fahnen geschrieben. Im April 1905 beriet der Reichstag erneut über die Stimmrechtsfrage, die Reform scheiterte aber auch dieses Mal. Am 29. Oktober 1905 beschloss die Arbeiterschaft einen Generalstreik, der wegen der schwelenden Verfassungskrise auch von konservativen Kreisen mit Wohlwollen betrachtet wurde.

## Manifest
Im November lenkte der politisch geschwächte Zar ein. Das Februarmanifest und die auf ihm beruhenden Gesetze wurden mit dem Novembermanifest aufgehoben und eine Parlamentsreform auf der Grundlage des allgemeinen und gleichen Wahlrechts durchgeführt. Das neue Parlament Finnlands bestand nur noch aus einer Kammer mit 200 Mitgliedern. Erstmals in Europa wurde auch Frauen das Wahlrecht eingeräumt. Das Parlament bekam durch die neue Reichstagsordnung die Form, die es in seinen wesentlichen Zügen bis heute hat. Die Kompetenzen des Parlaments im Verhältnis zum Zaren wurden jedoch nicht erweitert.